# プレゼンツァーノ
プレゼンツァーノ（伊: Presenzano）は、イタリア共和国カンパニア州カゼルタ県にある、人口約1,600人の基礎自治体（コムーネ）。

## 地理

### 位置・広がり

#### 隣接コムーネ
隣接するコムーネは以下の通り。括弧内のISはイゼルニア県(モリーゼ州)所属を示す。
- コンカ・デッラ・カンパーニア
- マルツァーノ・アッピオ
- ミニャーノ・モンテ・ルンゴ
- プラテッラ
- セスト・カンパーノ (IS)
- トーラ・エ・ピッチッリ
- ヴァイラーノ・パテノーラ

### 気候分類・地震分類
プレゼンツァーノにおけるイタリアの気候分類 (it) および度日は、zona D, 1592 GGである。
また、イタリアの地震リスク階級 (it) では、zona 2 (sismicità media) に分類される。